# Eduard Torroja i Caballé
Eduard Torroja i Caballé (Tarragona, 1 de febrer de 1847 – Madrid, 21 de febrer de 1918), va ser un matemàtic català, pare dels enginyers Eduardo Torroja Miret i José María Torroja Miret, i del matemàtic Antoni Torroja i Miret.

## Biografia
Va cursar els estudis de Batxillerat a l'Institut de Tarragona, on el seu pare, Joan Torroja, era catedràtic de Geografia i Història. Va cursar els seus estudis superiors a la Universitat de Madrid on va obtenir la llicenciatura en Ciències el 1866, en Arquitectura el 1869 i el doctorat en Ciències el 1873. Des de 1869 va ser professor auxiliar de la Facultad de Ciencias i ajudant de l'observatori astronòmic de Madrid. El 1873 obtingué la càtedra de Complements d'Àlgebra, Geometria i Trigonometria de la Universitat de València i el 1876 la càtedra de Geometria descriptiva de la Universitat de Madrid, càrrec en el qual va romandre fins a la seva jubilació el 1916.
Juntament amb José Echegaray i Zoel García de Galdeano va formar el grup impulsor de la matemàtica en el món acadèmic espanyol, important les idees més avançades d'Europa. La tasca d'Eduard Torroja va ser impulsar la geometria projectiva, en la que va formar alguns del matemàtics més significatius de la següent generació. Aquesta influència va ser molt important, ja que la llicenciatura completa només es podia cursar a les universitats de Madrid, Barcelona i Saragossa i el doctorat només a Madrid. L'any 1900, amb el seu deixeble Miguel Vegas, van elaborar el Pla d'Estudis de la Secció d'Exactes. El resultat d'aquesta especialització va ser contradictori: per una part es van menystenir altres àrees de la matemàtica com l'anàlisi matemàtica i per l'altra, malgrat importar les obres geomètriques de Karl von Staudt, no es van tenir en compte les crítiques, molt més recents, de Felix Klein
Va ser membre de la Reial Acadèmia de Ciències Exactes, Físiques i Naturals (1893), vicepresident de la secció de Matemàtiques del primer congrés de l'Associació Espanyola per al Progrés de les Ciències (1908) i soci fundador de la Reial Societat Matemàtica Espanyola el 1911, de la que va ser vicepresident sota les presidències de José Echegaray i Zoel García de Galdeano

## Obres
- 1888 - Programa y resumen de las lecciones de Geometría descriptiva.
- 1893 - Reseña de los medios empleados por la Geometría pura actual para alcanzar el grado de generalización y de simplificación que la distingue de la antigua. Discursos leídos ante la Real Academia de Ciencias Exactas, Físicas y Naturales el día 29 de juny de 1893. Madrid, Imprenta de Luis Aguado.
- 1894 - Curvatura de las líneas en sus puntos del infinito. El Progreso Matemático, serie 1ª, tomo IV, 1894, 177-181.
- 1899 - Tratado de Geometría de la Posición y sus aplicaciones a la teoría de la medida. Madrid, G. Juste.
- 1904 - Teoría geométrica de las líneas alabeadas y las superficies desarrollables. Madrid, Imprenta Fortanet.
- 1909 - Discursos leídos ante la Real Academia de Ciencias Exacta, Físicas y Naturales en la recepción pública del Sr. D. Miguel Vegas el día 13 de junio de 1.909. Madrid, Real Academia de Ciencias Exactas, Físicas y Naturales, Establecimiento Tipográfico y Editorial, 49-71.
- 1888 - Programa de las lecciones de Geometría descriptiva.
- 1894 - Curvatura de las líneas en sus puntos del infinito. El Progreso Matemático, serie 1ª, tomo IV, 1894, 177-181.
- 1899 - Tratado de Geometría de la Posición. Madrid, G. Juste.
- 1904 - Teoría geométrica de las líneas alabeadas. Madrid, Imprenta Fortanet.